# Kfar Yossef
Kfar Yossef es un concejo local israelí  de la Galilea localizado en el Distrito Norte de Israel. Declarado concejo local en 1925, cuenta con una población de 9587 habitantes, en su mayoría cristianos.

## Demografía
De acuerdo a los datos del censo de la Oficina Central de Estadísticas de Israel (CBS), en el año 2015 vivían unas 9587 personas en Kfar Yossef, con una tasa de crecimiento del 2.3%. Los habitantes del concejo son en su mayoría cristianos de la iglesia greco-católica melquita con 52%.